# 打簾
打簾，是臺灣彰化縣田尾鄉的一個地名，位於該鄉北部。相較於今日行政區，其範圍大致包括溪畔村、打簾村、柳鳳村。

## 歷史
台灣清治末期至日治初期，打簾地區為一街庄，稱為「打簾庄」，隸屬於東螺東堡。該庄北與獨鰲庄為鄰，東與湳港西庄、曾厝崙庄為鄰，南邊為田尾庄，西邊為海豐崙庄。。
1901年（日治明治三十四年）11月，全台廢縣廳改設二十廳，該庄隸屬於彰化廳。1903年（明治三十六年）6月，該庄編入「海豐崙區」，隸屬於彰化廳。1909年（明治四十二年）10月，合併二十廳為十二廳，海豐崙區改隸屬於臺中廳。1920年（大正九年），廢廳、支廳、區、街庄（舊制）改設州、郡、街庄（新制）、大字，該庄改制為「打簾」大字，隸屬於臺中州北斗郡田尾庄，大字下有「打簾」、「柳樹湳」小字名。
戰後田尾庄改制為田尾鄉，隸屬於臺中縣，大字亦改制為村。1950年10月，中、彰、投分治，田尾鄉改隸屬彰化縣。

## 聚落
本地區發展較早的聚落有溪畔、打簾、柳樹南（柳樹湳）等，在日治期初期的官方地圖上已有記載。

## 交通
國道1號又稱「中山高速公路」，是貫穿台灣西部的兩條縱向高速公路之一，大致以縱向經過打簾地區西部邊界外不遠處。，北側最近的交流道是縣道148號交會處的員林交流道，南側最近的是縣道150號交會處南側的北斗交流道，由此等可快速前往國道1號沿線各地。
省道台1線（中山路二段）又稱「縱貫公路」，是台北至屏東楓港的傳統平面幹道，大致以北北東－南南西走向經過本地區東南部邊界地帶。由該道路向北北東可前往永靖、埔心東部、員林、大村等地，向南南西可前往田尾市區、北斗、溪州、埤頭南端等地。
鄉道彰150線（民生路二段～一段）是陸豐至溪畔的道路，其東側端點位於本地區東南部邊界地帶的省道台1線路口。由此向西北西蜿蜒而行，其後轉西北再西南，至鄉道彰150-1線起點路口轉西北，過吉安路路口後轉北北東再轉西北，至本地區北部邊界地帶西側沿邊界而行，至崙子尾排水前轉西北西至本地區西北角轉北微東出境後，行一小段路即止於獨鰲與海豐崙邊界地帶的鄉道彰144線路口。
鄉道彰150-1線（民族路二段～一段）是柳鳳至頂田尾的道路，其西側端點位於本地區中部偏西的鄉道彰150線轉角路口。由此向東南轉南蜿蜒而行，其後轉南南東再轉南微西出境後，可前往田尾東南端、田尾與饒平厝交界地帶並止於省道台1線路口。

## 景點
- 田尾公路花園